# تغلق تيمور
تغلق تيمور خان (1329 / 30–1363) كان خان مغولستان من 1347 وخان جميع خانية جغتاي من 1360 حتى وفاته. يُعتقد أن إيسن بوقا الأول (سليل جغتاي خان المباشر) هو والده. عُرف عهده باعتناقه الإسلام وغزواته لمناطق 
ما وراء النهر.

## الخلفية
بعد مقتل الجغتائي قازان خان بن يسور في عام 1346، خضعت خانية جغتاي لعملية تحول. في الغرب (بلاد ما وراء النهر)، كانت السيطرة للقبائل التركية المغولية في الغالب، بقيادة أمراء قاراؤن. من أجل الحفاظ على الارتباط بمنزل جنكيز خان، وضع الأمراء العديد من أحفاده على العرش، على الرغم من أن هؤلاء الخوانين حكموا بالاسم فقط وليس لديهم سلطة حقيقية.
في غضون ذلك، كان الجزء الشرقي من الخانية يتمتع بالحكم الذاتي إلى حد كبير لعدة سنوات نتيجة ضعف قوة الخوانين. كان هذا الجزء الشرقي (الذي كان يُعرف معظمه باسم «مغولستان»)، على عكس بلاد ما وراء النهر، مأهولًا بشكل أساسي بالمغول وكان معظمه بوذيًا وشامانيًا.
كانت أقوى عائلة في الجزء الشرقي من الخانية خلال هذا الوقت هي عائلة مغولية، وهي عائلة أمراء دوغلات. احتفظ الدوغلات بالعديد من البلدات المهمة كحكام تابعين للخانية، بما في ذلك كاشغر وأقسو ويرقند وختن. في حوالي عام 1347، قرر أمير بُلاجي، بعد رؤية الوضع في بلاد ما وراء النهر، تربية خان من اختياره. وقع اختياره على تغلق تيمور، الذي كان في ذلك الوقت أكثر من مجرد مغامر.

## اعتناقه الإسلام
تحول تغلق إلى الإسلام على شيخ دين مسلم يُدعى مولانا أرشد الدين، الذي اعتدى عن غير قصد على محميات صيد تغلق. أمر تغلق بإحضار الشيخ أمامه وطالبه بمعرفة سبب دخوله إلى محميته. أجاب الشيخ أنه لم يكن يعلم أنه كان يتعدى على ممتلكات الغير. في هذه الأثناء، لاحظ تغلق أن الشيخ كان فارسيًا، وقال تغلق إن «الكلب يساوي أكثر من قيمة الفارسي». أجاب الشيخ: «نعم، إذا لم يكن لدينا الإيمان الحقيقي، لكنا بالفعل أسوأ من الكلاب». تحير تغلق، وأمر الشيخ بشرح «الإيمان الحقيقي»؛ وهكذا درس تغلق مذاهب الإسلام. وبعد ذلك اعتنق الإسلام. أدى هذا الفعل إلى قيام أمراء مغولستان بنفس الشيء، على الرغم من أن عامة سكان المنطقة كانوا أبطأ في التحول. وبحسب رواية الختان، وفي نفس اليوم حلق 160 ألف شخص رؤوسهم واعتنقوا الإسلام.

## فترة حكمه
في غضون ذلك، فقد القارؤانين في بلاد ما وراء النهر مكانتهم كقادة بحكم الأمر الواقع لزعماء الجغتائيين. تم استبدالهم بابويان سولدوس، حيث كان أمير بسيط وغير فعال. رأى تغلق تيمور أنه سيواجه مقاومة قليلة في بلاد ما وراء النهر وغزاهم في مارس 1360. كما كان متوقعًا، أعلن معظم أمراء القبائل دعمهم له؛ أولئك الذين لم يفعلوا (ولا سيما حاجي بك من قبيلة برلاس) قرروا الفرار. قرر المغول البحث عن شخص آخر لإدارة أراضي الحاج بك السابقة. واتفقوا على تيمور، ابن شقيق الحاج بك الصغير، الذي استسلم لهم. كانت هذه، بالمناسبة، هي الخطوة الأولى في صعود تيمور إلى السلطة أميرًا لدولة التيمورية.
سرعان ما غادر المغول بلاد ما وراء النهر بعد نزاع بين أمرائهم. في عام 1361، توغل تغلق تيمور وجيشه في المنطقة للمرة الثانية. هذه المرة يبدو أن الخان قد قرر عزل أمراء بلاد ما وراء النهر وبسط سلطته بنفسه هناك. قام بإعدام العديد من الأمراء، بما في ذلك الأمير بايزيد وبويان سولدوس، في حين أن حاجي بك، الذي عاد بعد رحيل المغول عام 1360، تراجع مرة أخرى. عندما عارضه أمير القارؤان حسين، غزا تغلق تيمور الأراضي الشاسعة الواقعة جنوب نهر جيحون وهزم الأمير حسين في المعركة، وتمكن الأمير حسين من الفرار. تقدم جيش المغول جنوبا حتى قندز في مطاردته لأمير حسين ونهب المنطقة.
بعد تدمير سلطة أمراء بلاد ما وراء النهر وإعادة توحيد خانية جغتاي، عين تغلق تيمور ابنه إلياس خوجة نائب ع على بلاد وراء النهر وغادر إلى مغولستان.
على عكس علي سلطان الذي قتل المبشرين الفرنسيسكان، يبدو أن تغلق تيمور كان متسامحًا تجاه الأديان والمفكرين الآخرين وشارك الجغتائيون وأسلاف يوان مصالحهم في البوذية. في حوالي عام 1363 دعا اللاما التبتي، رول باي دورجي، الذي كان عائدًا من بلاط أسرة يوان الحاكمة ومقرها في دادو (بكين الحديثة). ومع ذلك، رفض الأخير الدعوة بأدب بسبب المسافة واعتناق خان الإسلام.
خلال فترة حكمه، ظل المغول (التسمية الفارسية للمنغول) يحتفظون بهويتهم المغولية ويتحدثون باللغة المغولية.
بعد ذلك بوقت قصير توفي عن عمر يناهز 34 عامًا. ودُفن في المالق. ثبت أن غزوه لبلاد ما وراء النهر لم يدم طويلاً، حيث انتزعها الأمير حسين وتيمور لنك بسرعة من إلياس خوجة.